# 嫡流
嫡流（ちゃくりゅう）とは、氏族の本家を継承する家筋・家系のことをいう。正系、正嫡、嫡系ともいう。対義語は庶流という。敬って「御嫡々の家系」という場合もある。嫡流の家を宗家、総本家、嫡家、大本家、本家という。
ちなみに、「直系」を嫡流の意味で用いるのは誤用で、直系とは正しくは親の親もしくは子の子といった関係の連鎖で結ばれる生物学的関係をいい、直系・傍系はあくまで純粋な生物学的血統上の語であり、家筋・家系とは関係がない。例えば、ある人物から見たときその子孫はすべて直系卑属であるから、分家・庶流の子孫も直系であるし、また、傍系は相対的な系統上の関係をいうから、分家からみた本家は傍系である。詳しくは、 親族を参照。
あくまで氏祖の祭祀を継承する家系を意味する語であり、長男が継承者となることが多いものの、次男以下あるいは養子の子孫が嫡流となる場合もある。

## 嫡流とは
氏族の血統が重んじられた古代・中世において、氏族の秩序は氏長者を中心に維持されてきた。中世一時的には氏長者の権威が低下する時期もあったものの、氏長者には氏爵といい、朝廷より一門に対する叙位任官者推薦の特権が付与されていた。
こうした中で、氏長者の地位は、主に氏長者とその子孫により継承されたが、その継承方法には「氏的継承」と「嫡流継承」の二つの考え方があった。前者は古い形態の継承方法であり、一族中において最高位の地位にある者が氏長者の地位に就くという考え方であった。律令法においては嫡男はあくまでも蔭位のための規則に過ぎず、氏長者継承の条件としての意味は全くなかった。逆に最高位の地位を占めるという要件を満たせば庶流でも氏長者に就く可能性もあった。
これに対して平安時代後期から登場したのが、正室を母とする嫡男によって代々継承されるという後者の存在である。これによって一族の財産や地位の分散を最小限に止め、血筋の尊貴さと正当性を有する嫡流は氏族の栄達を成し遂げ得る存在であり、庶流とも官位などの面で大きな差がつけられた。ただし、「氏的継承」が直ちに「嫡流継承」へと移行したわけではなく、所領の分散防止の観点から武士社会において先行して社会全般において「嫡流継承」の原理が完成するのは鎌倉時代後期に入ってからである。
特に公卿にあって内裏の差配を独占した藤原氏は、藤原道長の家系が摂政・関白の座を独占し続けることで摂関家としての地位を獲得し、嫡流の近衛家を筆頭とする、九条家、二条家、一条家、鷹司家の五摂家を形成するに至った。ただし、古い氏族に由来する摂関家においても長く「氏的継承」と「嫡流継承」が混在し続ける事になり、五摂家のうちの1つだけが嫡流の地位を占めるという事態は、ついに生じなかった。
一方の武家においては、武士の棟梁として台頭した河内源氏の流れを汲む源頼朝が源氏嫡流を称して、鎌倉幕府を開き、御門葉という一族や有力御家人を中心とする武家政治の基礎を形成した。
同じく鎌倉幕府で政権を掌握した北条氏も一門で幕府の要職を独占したが、執権の職は数例を除いてそのほとんどが得宗家により継承され、惣領たる地位を継ぐ嫡流の地位は非常に重んじられた。
室町時代以降、武家においては次第に惣領制が強化されつつあり、嫡流の家系が宗家・本家を形成し、庶子家が次第に庶家として、宗家の家臣として編入される例もみられたが、庶流にも一定の独自性が担保され、嫡流からの自立を図ったり、公然と逆らう者もあったほか、宗家の簒奪や打倒を図る者さえあった。特に戦国時代は室町幕府を開いた足利氏の嫡流　足利将軍家に対し、庶流の細川氏が管領として実権を奪ったり、出雲の守護で嫡流であった京極氏は庶流の尼子氏に守護の地位を簒奪されるなど、血筋では地位や権力を担保し得ない実力本位の時代でもあった。
しかし、徳川家康が江戸幕府を開いた江戸時代以降、長幼の序を重んじる徳川将軍家により、嫡流の地位は徳川氏の政権下にあって再び重視されるようになった。明治の民法旧規定では家督相続の規定である「家制度」が存在したが、太平洋戦争後の民法改正では家督制度が廃され、今日の日本では嫡流という価値観や概念は日常的なものとしては存在していない。しかし家の祭祀や家名存続を長男の責務とみなすことも多い。